# Pota de gat
La pota de gat, flor de sempredura, peu de gat, sanguinària, sempredura (Antennaria dioica), és una planta amb flors de la família de les asteràcies present als prats de muntanya de tot Europa i costa del Pacífic de Nord-amèrica. A Catalunya la podem trobar en collades d'herba rasa i prats de dent ben assolellats dels Pirineus. També a les muntanyes més pròximes, com el Montseny o el Montcau.
Addicionalment pot rebre els noms de herba sempreviva i llunària.

## Etimologia
Els anomenats pèls del vil·là són els que, amb la seva singular estructura similar a la de les antenes d'alguns insectes, donen nom a aquesta planta: Antennaria.
Per altra banda, una planta dioica és aquella que té les flors femenines i les masculines en peus separats, en individus distints.

## Ecologia
Es troba en regions de clima fred, sobretot en pastures alpines sobre substrat silícic, bruguerars, pinars i prades pobres fins als 2400 metres i eventualment en pastures mesòfiles i matollars subalpins. És calcífuga i indicadora de la pobresa de sòls i pastures; en adobar s'atenua el seu poder competitiu i desapareix aviat. Les seves flors són pol·linitzades per papallones. A més a més d'autopropagar-se mitjançant estolons, el vent desenvolupa un paper important disseminant-ne els fruits.

## Descripció morfològica
La forma vital de Raunkjaer de la pota de gat és Hemicriptòfit, és a dir, els seus meristemes es troben just arran de terra en l'estació desfavorable, com en el fenàs de marge o el fenàs de bosc.
És una planta que pot mesurar de 5 a 20 centímetres d'alçada. Té una tija hipogea, amb nombroses rels verticals de 2 a 4 centímetres de llarg. Creix horitzontalment, reptant, arran de terra. Mesura de 2 a 3 mm de diàmetre i es troba molt ramificada, de manera que es disposa formant gespa densa. Les fulles es disposen en roseta basal, creixen a l'extrem de cada branqueta de la tija subterrània o rizoma i són ovato-espatulades, apiculades i uninèrvies; les caulinars són més petites i estretes, i acaben en una aresta apical. Els limbes fan d'1 a 2 cm de llarg, i són coberts d'una vellositat llanuda, més espessa a la cara inferior, i menys a la banda superior, la qual cosa dona a l'anvers el color verd de la fulla, i al revers un to completament blanc. Per l'altra banda del centre de la roseta de fulles s'aixeca una branqueta florífera amb fulles linears, agudes i també llanoses.
Com el seu nom indica és una espècie dioica, és a dir, que els gàmetes masculins i femenins són portats per individus diferents de la mateixa espècie. Consten de 3 a 12 capítols, de 5-8 mm. Els capítols florals de les plantes masculines són de color blanc i el de les femenines rosat. Una part del capítol consta només de flors femenines filiformes proveïdes de vil·là en diverses files, les altres tenen flors hermafrodites poc conspícues.
La inflorescència és racemosa. A la part final de la branqueta florífera que surt del centre de les rosetes es formen diversos capítols curtament pedunculats, generalment de tres a cinc, molt pròxims els uns dels altres, sobre sengles cabillos curts, els quals broten de l'aixella de les corresponents fulles.
El calze, dialisèpal, està format per sèpals de color verd, i pètals de color blanc en les plantes masculines i rosats en les femenines. La corol·la és dialipètala. Les bràctees involucrals són obovades i blanques als peus masculins i més estretes i roses als femenins. A més, podem distingir les plantes femella per les floretes del capítol, que són blanques, i en canvi les del mascle són grogues. Floreix a finals de primavera i principis d'estiu (maig, juny i juliol).
L'androceu està format per estams fèrtils i inclusos. El gineceu és el que donarà els fruits fèrtils, amb vil·là de pèls capil·lars. Els fruits del mascle, en canvi, són estèrils, i tenen els pèls del vil·là dilatats cap a l'extrem.

## Farmacologia
S'utilitzen els capítols florals de les femelles secs. Quan la planta es troba florida o a punt de florir, es recullen tan sols els capítols, tallant la tija una mica per sota d'ells. Els capítols femelles són preferibles, els quals es distingeixen per la tonalitat rosada suau i per ésser més aromàtics. Finalment es dessequen ràpidament a l'ombra i es guarden en un lloc sec, en saquets ben tapats.

### Composició química

Estructura bàsica dels flavonoides: 2-Fenil-γ-cromona

- Mucílags
- Flavonoides
- Sals potàssiques.

### Usos medicinals
La principal aplicació són les afeccions respiratòries: faringitis i laringitis (alleugera la picor i la irritació de la gola), tos seca i refredats bronquials (estova la mucositat i facilita l'expectoració). És recomanable combinar l'ús intern (infusions) i l'ús extern (gàrgares). També pot ésser utilitzada en les disquinèsies biliars (és a dir, en afeccions hepàtiques relacionades amb la secreció de la bilis) en combinació amb altres plantes actives sobre les vies biliars, així com en la icterícia, la cistitis i l'oligúria.

### Accions farmacològiques/propietats
L'abundància de mucílags produeix un efecte demulcent i antitussigen de les vies respiratòries, formant part de les anomenades «espècies pectorals». Els flavonoides justifiquen les seves virtuts com a colagogs enèrgics, especialment les flors fresques. Les sals potàssiques són responsables de l'acció lleugerament diürètica.

### Posologia
- Infusió: 30 g/l, 2-3 tasses al dia.

## Observacions
El coneixement d'aquesta planta i de les seves virtuts és relativament modern. Durant anys ha estat confosa amb altres espècies de la mateixa classe, cobertes de borra blanca, les quals eren designades amb el nom comú de Gnaphalium. L'Antennaria dioica fou llavors anomenada per Linné Gnaphalium dioicum.

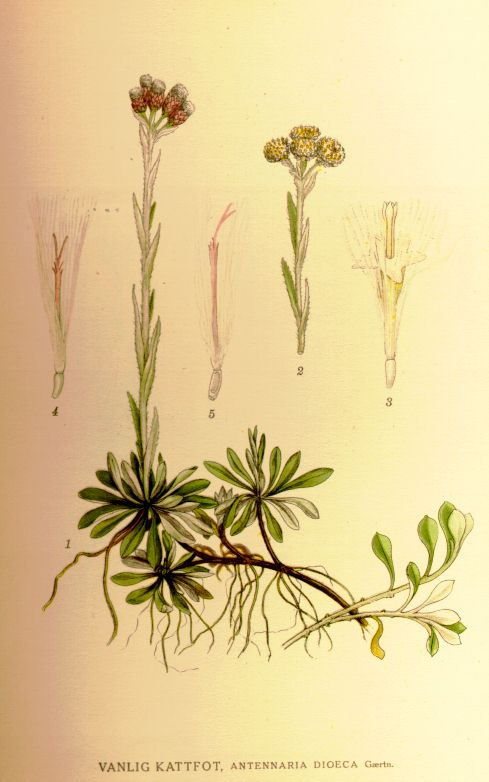
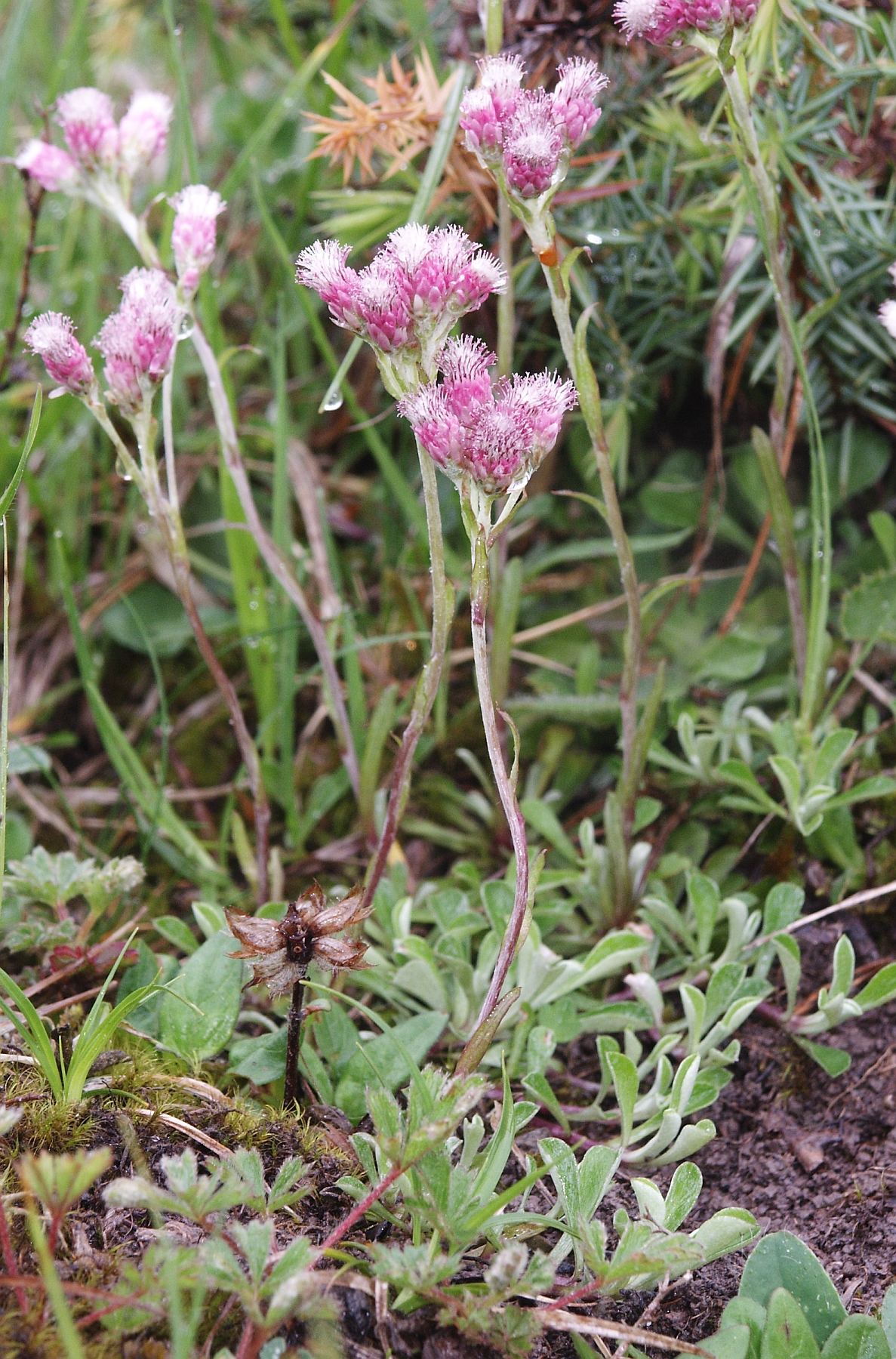
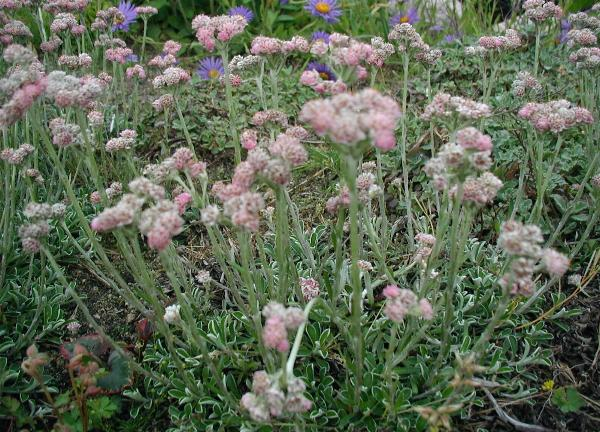
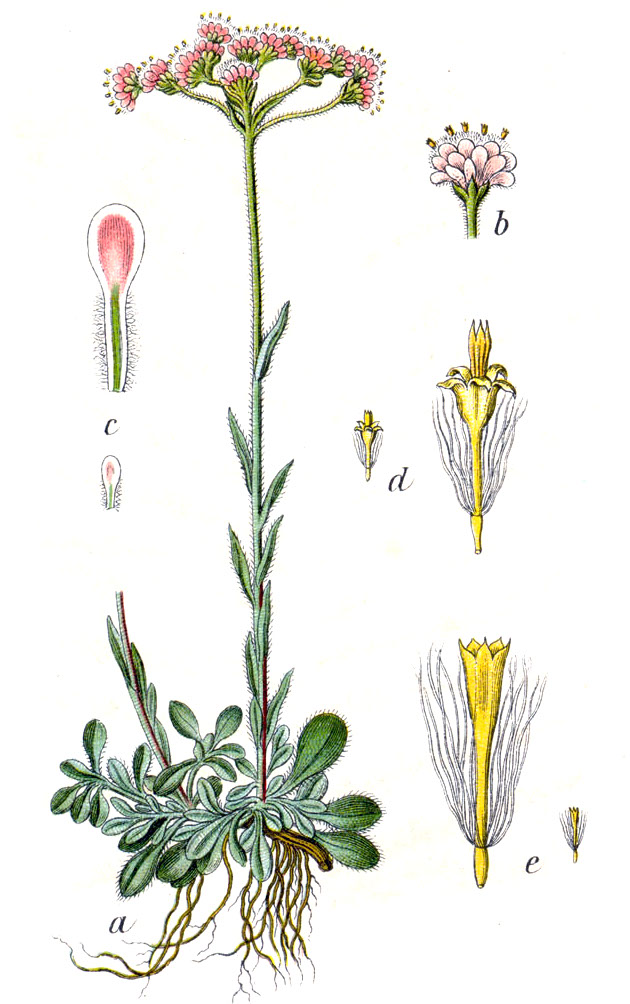